# راي هيتشكوك
راي هيتشكوك (بالإنجليزية: Ray Hitchcock)‏ هو لاعب كرة قدم أمريكية أمريكي، ولد في 20 يونيو 1965 في سانت بول في الولايات المتحدة.

## وصلات خارجية
- راي هيتشكوك على موقع مرجع كرة القدم المحترفة.كوم (الإنجليزية)